# Bryonia flexuosa
Bryonia flexuosa är en gurkväxtart som beskrevs av Yild. Bryonia flexuosa ingår i Hundrovesläktet som ingår i familjen gurkväxter. Inga underarter finns listade i Catalogue of Life.